# 普莱恩费尔德
普莱恩费尔德是德国巴伐利亚州的一个市镇。总面积71.36平方公里，总人口7283人，其中男性3615人，女性3668人（2011年12月31日），人口密度102人/平方公里。